# قروم‌قاش
قروم‌قاش (به اویغوری: قۇرۇمقاش شەھىرى‎) و یا کونیو (به چینی: 昆玉市، به پین‌یین: Kūnyù Shì) یک شهر در چین است که در سین‌کیانگ واقع شده‌است. قروم‌قاش ۶۸۷٫۱۳ کیلومتر مربع مساحت و ۴۷٬۵۰۰ نفر جمعیت دارد.